# Роль (искусство)
Роль (нем. Rolle) — задание, поставленное перед актёром-исполнителем в спектакле на театральной сцене либо в кино.
Как правило, ролью для исполнителя является художественное воплощение определённого образа и словесное исполнение соответствующего текста. Исполнителем роли в данном случае может быть как театральный актёр, так и певец либо танцор. Термин роль в настоящее время используется также в кино и на телевидении.
Выражение роль (Rolle) происходит от термина "Schriftrolle" — свитка для достаточно длинных текстов, таких, как речи ораторов во времена от эпохи античности и до Нового времени. Актёрам записывались тексты их ролей в Средневековье также на таких свитках. Вплоть до XIX века такие тексты были не напечатанными, а записанными от руки, причём в свитке была изложена не вся пьеса, а лишь та её часть, исполнять которую должен был данный артист. Места его вступления обозначались в таком списке специальным образом. Название пьесы и имя персонажа находились на отдельной обложке. Со всем текстом пьесы актёры знакомились крайне редко — не только в целях экономии рабочего времени, но и с тем, чтобы помешать конкурирующим театральным труппам им воспользоваться.
В наши дни термин «роль» распространяется и на события повседневной жизни, в этом случае имеется в виду социальная роль.

## В театре
Во многих театральных постановках существуют также немые или выходные роли, в которых актёры принимают участие в действии пьесы мимической игрой, движениями и действиями без назначенных для них речей, или же участвуют в собирательных действующих лицах пьесы, как-то: народ, толпа и т. п., даже и с возгласами и отрывочными речами, поручаемыми кому-либо из участвующих. В обиходном театральном языке этот термин нередко ошибочно распространяется, с одной стороны, на исполнителей мелких ролей с небольшими речами, присвоенными в пьесе известным определенным и обозначенным, каждое своим именем, действующим лицам; а с другой — на статистов или фигурантов, выводимых на сцену для полноты картины без всяких речей или мимических задач и составляющих как бы часть сценической обстановки. 
В каждом спектакле в то же время имеется свой герой (или героиня), образ которого (которой) является главной ролью постановки (или в кино — кинофильма).

## В кинематографе
В кинематографе список исполнителей главных и прочих ролей обычно приводится в начале или (реже) в конце демонстрируемого кино- или телевизионного фильма (см. титры). 
Решение о распределении между актёрами ролей в спектакле или кинофильме принимается, как правило, режиссёром.

## В оперном искусстве
В оперном искусстве исполнением роли является певческая партия. В то же время в оперетте, помимо музыкально-певческих партий (как в опере), имеет место и исполнение речевых текстов, как в театре. 